# Maracatu Leão Coroado
O Maracatu Leão Coroado, fundado em 1863, é o mais antigo maracatu em atividade ininterrupta no Brasil . É considerado Ponto de Cultura pelo Ministério da Cultura desde 2008 e Patrimônio Vivo de Pernambuco desde 2005. 
Dentre os componentes básicos do cortejo, estão o porta-estandarte, o rei e a rainha, as damas do paço com as calungas e os batuqueiros. Os tambores feitos de macaíba, fabricados pelo mestre Luís de França, são utilizados até hoje nos desfiles do grupo. O mestre foi uma das figuras mais marcantes na história do Leão Coroado, e era mais que um Babalorixá: era um Oluô, que na língua iorubá significa sacerdote máximo. Luis de França assumiu o Leão Coroado em 1964, substituindo o seu pai, um ex-escravo negro, fundador do grupo. Deixou o posto apenas em 1997, no ano da sua morte.
Com a morte do Mestre, a liderança do Leão Coroado passou para as mãos do Babalorixá Afonso Gomes de Aguiar Filho, dono de um terreiro em Águas Compridas, em Olinda, local onde hoje está localizada a sede do maracatu e que guarda todo o seu acervo.  

## Atividade atual
Em 2001, a agremiação fez uma turnê nacional. No ano de 2005, o grupo lançou o primeiro CD, intitulado “Maracatu Leão Coroado – 140 anos”.
Atualmente, o grupo mantém em sua sede aulas de mamulengo, de percussão e oficinas de confecção de instrumentos, entre outras atividades. 